# Ризоморфи

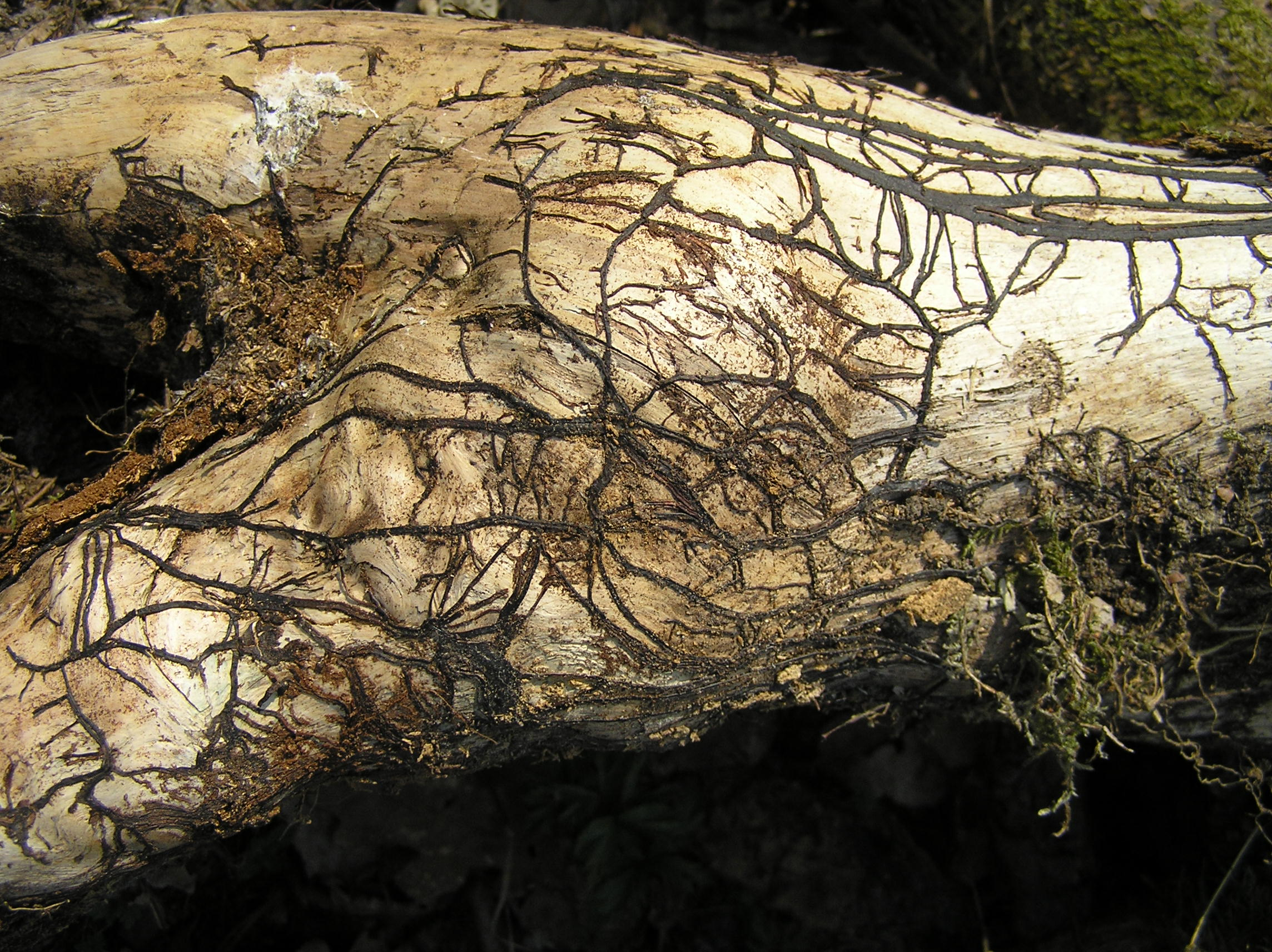
Ризоморфи Armillaria

Ризоморфи - сплетіння грибних ниток, які проникають в організм дерев, піднімаючись по стовбуру між корою і деревиною, де вони утворюють справжні мережі.  Ризоморфи транспортують з них воду і поживні речовини до своїх плодових тіл.  Вони поширюються від хворих рослин на здорові. Паразитичні гриби, що мають ризоморфи (наприклад Armillaria), призводять до масової загибелі дерев.